# Jaime Gavilán Martínez
Jaime Gavilán Martínez, conegut com a Gavilán, (Benimaclet, València País Valencià, 12 de maig del 1985) és un futbolista professional valencià que ha jugat de centrecampista a l'Atlético de Kolkata de l'Índia i al Suwon FC de Corea del Sud. Prèviament fou jugador del València CF, CD Tenerife, Getafe CF i Llevant UE.

## Palmarès
- 1 Europeu sub-16 – 2001
- 1 Europeu sub-19 – 2004
- 1 Copa del Rei: 2008